# Vlčkovice v Podkrkonoší
Vlčkovice v Podkrkonoší (en allemand : Wölsdorf) est une commune du district de Trutnov, dans la région de Hradec Králové, en Tchéquie. Sa population s'élevait à 363 habitants en 2020.

## Géographie
Vlčkovice v Podkrkonoší se trouve à 8 km à l'est-sud-est de Dvůr Králové nad Labem, à 18 km au sud de Trutnov, à 24 km au nord-nord-est de Hradec Králové et à 112 km à l'est-nord-est de Prague.
La commune est limitée par Kohoutov au nord et au nord-est, par Chvalkovice à l'est, par Dolany et Heřmanice au sud, et par Stanovice et Choustníkovo Hradiště à l'ouest.

## Histoire
La première mention écrite de la localité date de 1415.

## Administration
La commune est divisée en deux sections :
- Dolní Vlčkovice
- Horní Vlčkovice